# Brachyglossina
Brachyglossina is een geslacht van vlinders van de familie spanners (Geometridae), uit de onderfamilie Sterrhinae.

## Soorten
- B. acidalaria Wagner, 1914
- B. culoti Wehrli, 1930
- B. chaspia Brandt, 1938
- B. fulta Prout, 1938
- B. hassan Herbulot, 1975
- B. hispanaria (Pungeler, 1913)
- B. macracantha Prout, 1938
- B. maroccana Wehrli, 1930
- B. mauritanica Bethune-Baker, 1884
- B. mzabensis Prout, 1938
- B. ochrolutearia Turati, 1938
- B. paroranaria Wehrli, 1938
- B. rowlandi Wiltshire, 1977
- B. sciasmatica Brandt, 1941
- B. seitzi Prout, 1938
- B. sonyae Wiltshire, 1990
- B. staudingeri Prout, 1932
- B. tantalidis Turati, 1924
- B. tibbuana Herbulot, 1965
- B. vindicata Prout, 1938
- B. williamsi Wiltshire, 1949